# Onafhankelijkheidsdag (Finland)
De Onafhankelijkheidsdag van Finland (Fins: Suomen itsenäisyyspäivä) (Zweeds: Finlands självständighetsdag) is een feest dat jaarlijks in Finland wordt gevierd op 6 december ter ere van het verklaren van de onafhankelijkheid van Finland op 6 december 1917. Op de dag zijn er meerdere parades, een speciale religieuze dienst en wordt er een presidentiële receptie gehouden. Voor deze receptie worden onder andere politici, zakenlieden, atleten en artiesten uitgenodigd. Het is traditie voor veel Finnen om deze receptie - die doorgaans Linnan Juhlat genoemd wordt - op tv te bekijken.

## Geschiedenis
Van 1808 tot 1917 viel Finland onder Russisch bestuur. Na de Februarirevolutie kwam de Russische monarchie ten einde. Veel Finnen zagen toen de kans om Finland onafhankelijk te maken. Na het uitbreken van de Oktoberrevolutie op 7 november 1917, diende de Finse senaatsvoorzitter Per Evind Svinhufvud een voorstel over de Finse onafhankelijkheid in. Op 6 december nam het parlement dit voorstel aan en werd Finland een monarchie. De Sovjetregering erkende de Finse onafhankelijkheid op 31 december 1917. In maart 1919 kwamen er presidentsverkiezingen, die werden gewonnen door Kaarlo Juho Ståhlberg, waarop Finland een republiek werd.